# Mitsubishi Dingo
Mitsubishi Mirage Dingo (яп. 三菱・ミラージュディンゴ) — компактный автомобиль (субкомпактвэн), выпускавшийся компанией Mitsubishi Motors с 1998 по 2003 годы и использовавший платформу автомобиля Mitsubishi Mirage. Название «Динго» происходит от Бинго и его коннотации «удача», но с Б сменилась на Д, отображая логотип Mitsubishi Diamond. В Японии автомобиль продавался в торговой сети Car Plaza. Экстерьер и интерьер очень похож на продававшийся в Японии минивэн Mitsubishi Dion.
Как и у большинства прямых конкурентов в данном сегменте рынка, салон ограничился двумя рядами сидений для пяти человек. Заднее сиденье разделено пополам, каждая сторона имеет отдельную регулировку по движению сидения вперед или назад. Кроме того, складывающиеся или снятые задние кресла обеспечивает большую и ровную площадку для багажа. Задние сиденья также можно откинуть вниз, образуя пару спальных мест. Поскольку рычаг переключения передач расположен на панели, и у автомобиля отсутствует тоннель, то существует возможность перемещаться между передними и задними сиденьями.
Изначально Динго был доступен с бензиновым двигателем 4G15 «Orion» с прямым впрыском и объёмом 1,5 литра, с 4-ступенчатой автоматической трансмиссией INVECS-II, позже малая 1,3-литровая (без GDI) и большая 1,8-литровая (4G93) версии появились с фейслифтингом 2000 года, совместно с вариатором INVECS-III от Mitsubishi.
В Китае, Dingo строился по лицензии и продавался как Hafei Saima, начиная с апреля 2001.

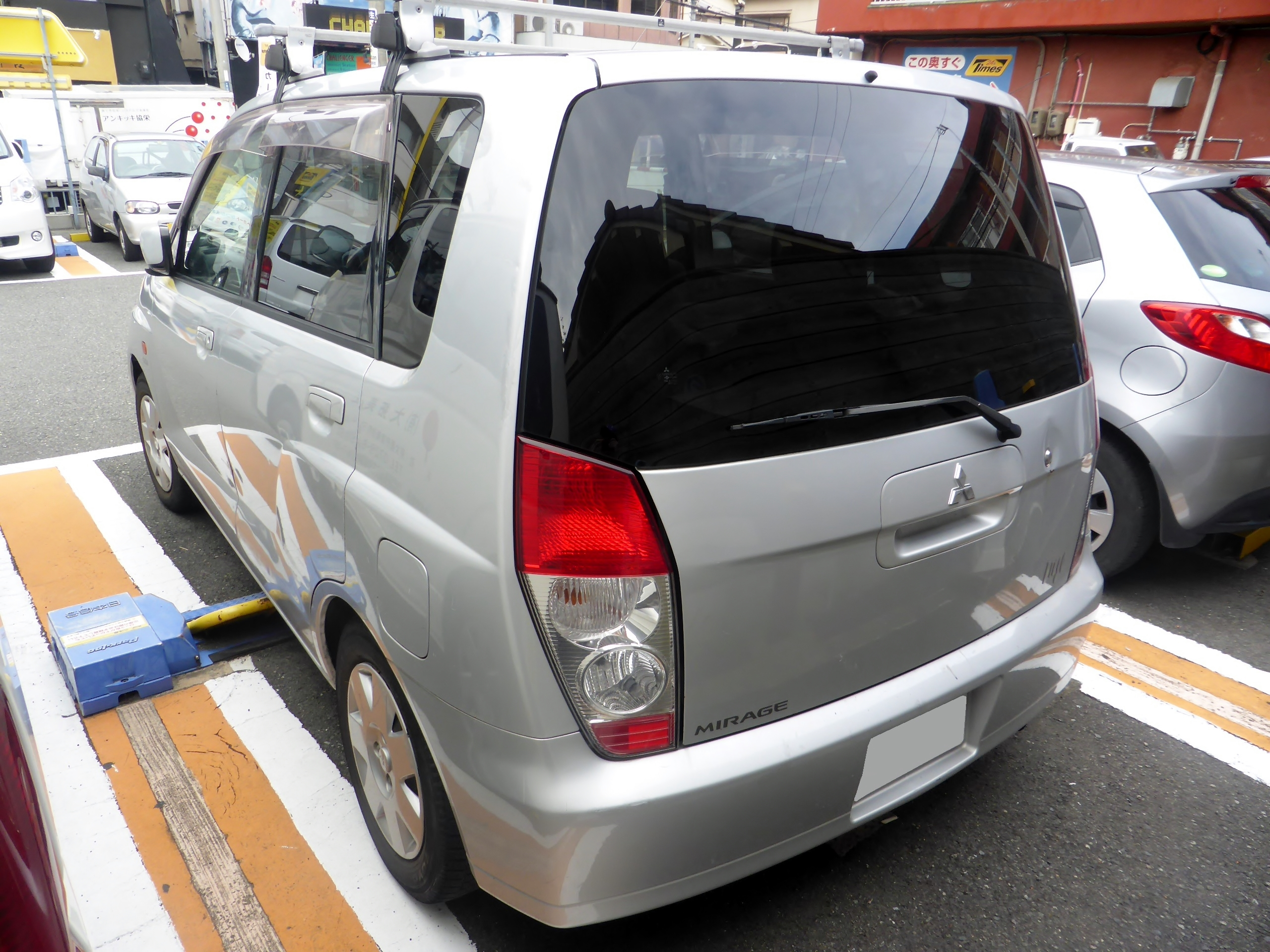
Mitsubishi Dingo, вид сзади

## Продажи
| Год  | Внутренний рынок | Экспорт    |
| ---- | ---------------- | ---------- |
| 1998 | неизвестно       | неизвестно |
| 1999 | неизвестно       | неизвестно |
| 2000 | 16 696           | 1          |
| 2001 | 15 143           | -          |
| 2002 | 4 076            | -          |
| 2003 | 24               | 143        |
| 2004 | -                | 127        |

(Источник: Facts & Figures 2000, Facts & Figures 2005, сайт Mitsubishi Motors)